# Tish Murtha
Patricia Ann „Tish“ Murtha (* 14. März 1956 in South Shields, South Tyneside; † 13. März 2013 in Middlesbrough) war eine britische Fotografin, die insbesondere für ihre Sozialreportagen aus der Arbeiterklasse des Nordostens von England bekannt wurde.

## Leben und Werk
Aufgewachsen als drittes von zehn Kindern einer Arbeiterfamilie im Nordosten Englands, verließ Tish Murtha die Schule mit sechzehn. Sie übte eine Reihe unterschiedlicher Jobs aus, etwa den einer Hot-Dog-Verkäuferin. Ein Abendfotokurs in Bath Lane, Newcastle, brachte sie zur Fotografie. Mit Unterstützung ihres Dozenten, der ihr auch zu einem Stipendium verhalf, begann sie mit zwanzig ein Studium der Fotografie bei dem Magnum-Fotografen David Hurn an der School of Documentary Photography der University of Wales, Newport.
Als Fotografin beschäftigte sie sich vor allem mit sozial benachteiligten Gruppen in der zu ihrer Zeit von hoher Arbeitslosigkeit geprägten Industriestadt Newcastle upon Tyne. Ihr Einfühlungsvermögen in den Alltag von Kindern und Jugendlichen bescherte ihrer Arbeit weithin große Aufmerksamkeit. Im Jahr 1982 organisierte ein Politiker aus ihrer Region eine Ausstellung von Tish Murthas Fotografie im britischen Unterhaus, um den Parlamentariern die Auswirkungen der Regierung Thatcher vor Augen zu führen. Von da an, seit 1983, nahm sie an zahlreichen Gruppenausstellungen in Großbritannien teil, vor allem in London, Newcastle und Liverpool.
Einen Tag vor ihrem 57. Geburtstag erlag Tish Murtha einem Hirnaneurysma. Ihre Tochter Ella Murtha verwaltet den Nachlass.
Weiterhin wurde Tish Murthas Werk in Ausstellungen gezeigt. Der 2017 posthum erschienene Bildband Youth Unemployment über jugendliche Arbeitslose, auf den 2018 eine umfangreiche Ausstellung in der Photographers' Gallery in London folgte, sorgte für die Wiederentdeckung und dann auch eine über Großbritannien hinausreichende Anerkennung ihres Werkes. 2018 war ihre Fotografie beim Pingyao International Photography Festival vertreten. Weitere Bildbände und Ausstellungen in Frankreich und Deutschland folgten.
Im März 2023 wurde eine neue Wohnanlage für ältere Menschen im Newcastler Stadtteil Elswick nach ihr benannt. Das Tish Murtha House hat insbesondere sozial Benachteiligte im Blick, schafft Begegnungsplätze für die Gemeinschaft innen und in einem Garten und pflegt generationenübergreifende Kooperationen mit Schulen.
Beim Sheffield DocFest, dem führenden Dokumentarfilmfestival Großbritanniens, kam im Juni 2023 Paul Sngs Tish heraus. In Zusammenarbeit mit Ella Murtha lenkt der Filmemacher Sng darin den Blick auch auf den Bruch in der Karriere der Fotografin, die sich, entgegen den kommerziellen Interessen ihrer Galerie, jeder Verklärung von Bildern der Armut verweigerte.

## Publikationen
- Youth Unemployment. Fotografien von Tish Murtha, mit einem Text von Val Williams. The Bluecoat Press, Liverpool, zweite Auflage 2018. ISBN 978-1908457424
- Elswick Kids. The Bluecoat Press, Liverpool 2018. ISBN 978-1908457509
- Juvenile Jazz Bands. The Bluecoat Press, Liverpool 2020. ISBN 978-1908457561

## Ausstellungen (Auswahl)
- 1979 Side Gallery, Newcastle upon Tyne: Save Scotswood Works[8]
- 1979 Side Gallery, Newcastle upon Tyne: Juvenile Jazz Bands
- 1981 Side Gallery, Newcastle upon Tyne: Youth Unemployment
- 2018 The Photographers' Gallery, London: Tish Murtha. Works 1976 – 1991
- 2019 Willy-Brandt-Haus, Berlin: England 78-81[9]
- 2021 Galerie La Chambre, Straßburg: Jeunesse délaissée[10]
- 2022 The Refuge Bar, Kimpton Clocktower Hotel, Manchester: A Woman's Work. A Celebration of 20th Century Female Documentary Photography[11]
- 2023 Newcastle City Library: Tish Murtha: The Demon Snapper
- 2023 Cruddas Park Library, Newcastle upon Tyne: Tish Murtha: From the Inside
- 2023 Tish Murtha House, Elswick, Newcastle: Tish Murtha: Camera in Hand. Dauerausstellung
- 2025/26 National Galleries Scotland/Modern Two, Edinburgh: Resistance. How protest shaped Britain and photography shaped protest. Vanley Burke, John Deakin, Fay Godwin, Edith Tudor-Hart, David Hurn, Tish Murtha, Humphrey Spender, Paul Trevor u. a.[12]

## Weblink
- Tish Murtha - Website